# Dostonbek Hamdamov
Dostonbek Xurshid oʻgʻli Hamdamov (usbekisch Достонбек Хуршид ўғли Ҳамдамов; * 24. Juli 1996 in Bekobod), hauptsächlich bekannt als Dostonbek Khamdamov, ist ein usbekischer Fußballspieler, der aktuell bei Paxtakor Taschkent unter Vertrag steht. Der Flügelspieler ist ehemaliger usbekischer Nationalspieler.

## Karriere

### Verein
Der in der westusbekischen Stadt Bekobod geborene Hamdamov entstammt der Jugendakademie des nationalen Spitzenvereins Bunyodkor Taschkent, in die er im Jahr 2011 vom FK Yangiyer kommend wechselte. Im Juni 2014 wurde er erstmals in die erste Mannschaft beordert. Am 18. Juni 2014 debütierte er mit 17 Jahren beim 4:0-Pokalsieg gegen den FK Olmaliq, als er in der 79. Spielminute für Sardor Rashidov eingewechselt wurde. In der höchsten usbekischen Spielklasse debütierte er am 3. August (14. Spieltag) beim 2:0-Sieg im Auswärtsspiel gegen Qizilqum Zarafshon, in dem er nach seiner Einwechslung sein erstes Tor schießen konnte. Zum Ende des Spieljahres 2014 spielte er bereits regelmäßig und dieses schloss er bereits mit vier Toren in acht Ligaeinsätzen ab.
Der endgültige Durchbruch zur unumstrittenen Stammkraft gelang dem Flügelspieler in der nächsten Saison 2015, seiner erst Zweiten als Profi. Er erzielte in 26 Ligaeinsätzen 10 Treffer und erwarb sich trotz seines jungen Alters den Ruf als einer der besten Offensivspieler der Liga. Seine guten Leistungen brachten ihm aber auch außer Landes Aufmerksamkeit ein und am Ende des Jahres 2015 wurde er als Asiens Junger Spieler des Jahres ausgezeichnet. In der nächsten Spielzeit 2016 bestritt er 29 Ligaspiele, in denen er neun Torerfolge verbuchen konnte. Seine Torausbeute konnte er im darauffolgenden Spieljahr 2017 mit 14 Treffern in 30 Ligaeinsätzen nochmals nach oben schrauben.
Am 15. März 2018 wechselte Hamdamov zum russischen Erstligisten Anschi Machatschkala, wo er mit einem Eineinhalbjahresvertrag ausgestattet wurde. Zwei Tage später (23. Spieltag) stand er beim 2:0-Heimsieg gegen den FK Tosno bereits in der Startaufstellung, musste aber nach 71 gespielten Minuten für Defensivroutinier Michail Bakajew weichen. In der verbleibenden Saison 2017/18 absolvierte er nur drei weitere Ligaspiele. Auch in der nächsten Spielzeit 2018/19 wurde er nur sporadisch eingesetzt und in der Hinrunde kam er nur auf fünf Ligaeinsätze, in denen er ohne Torbeteiligung blieb.
Am 25. Januar 2019 kehrte Hamdamov deshalb wieder in die Heimat zurück, wechselte aber nicht zurück zu Bunyodkor, sondern stattdessen zum Stadtrivalen Paxtakor Taschkent, wo er einen Zweijahresvertrag unterzeichnete. Am 12. Februar 2019 debütierte er beim 2:1-Heimsieg gegen al-Quwa al-Dschawiya in der AFC Champions League, als er in der 61. Spielminute für Jasur Yaxshiboyev eingewechselt wurde. Am 31. März 2019 (2. Spieltag) erzielte er beim 2:1-Heimsieg gegen seinen ehemaligen Arbeitgeber Bunyodkor sein erstes Ligator. Er entwickelte sich rasch zur Stammkraft und die Saison 2019 beendete er mit sieben Toren sowie sechs Vorlagen in 22 Ligaeinsätzen. Mit Paxtakor gewann er außerdem die erste Meisterschaft seiner Laufbahn. In der nächsten Spielzeit gelangen ihm in 26 Ligaeinsätzen neun Treffer und sieben Assists, mit denen er wesentlich zur erfolgreichen Titelverteidigung Paxtakors beitrug.
Nach dem Auslaufen seines Vertrags, schloss sich Hamdamov am 13. Januar 2021 dem al-Nasr SC in der UAE Arabian Gulf League an. Sein Debüt gab er am 15. Januar 2020 (13. Spieltag) bei der 0:1-Auswärtsniederlage gegen den al-Ahli Dubai. Am 31. Januar 2021 wechselte er auf Leihbasis zum Ligakonkurrenten Hatta Club.

### Nationalmannschaft
Ende des Jahres 2013 nahm Hamdamov mit der usbekischen U17-Nationalmannschaft an der U17-Weltmeisterschaft 2013 in den Vereinigten Arabischen Emiraten teil, wo er in allen vier Spielen der Auswahl zum Einsatz kam. Eineinhalb Jahre später war er mit der U20 bei der U20-Weltmeisterschaft 2015 in Neuseeland im Einsatz. Bereits bei der 3:4-Niederlage gegen Honduras im ersten Gruppenspiel konnte er treffen. Mit Usbekistan gelang der Sprung ins Achtelfinale, in dem Hamdamov seine Auswahl mit einem Doppelpack zum 2:0-Sieg gegen Österreich schoss. Im Viertelfinale folgte dann mit einer 0:1-Niederlage gegen Senegal das Aus, wobei Hamdamov aufgrund einer Gelbsperre fehlte.
Zwischen Januar 2016 und August 2018 bestritt Hamdamov 16 Länderspiele für die U23, in denen ihm fünf Torerfolge gelangen. Im Januar 2018 gewann Hamdamov mit dieser Auswahl die U23-Asienmeisterschaft 2018 in China. Zu diesem Erfolg steuerte er in sechs Einsätzen ein Tor sowie vier Vorlagen bei. Beim 2:1-Endspielsieg gegen Vietnam bereitete er beide Treffer seiner Mannschaft vor.
Am 7. Juni 2016 debütierte Hamdamov bei der 1:2-Testspielniederlage gegen Kanada in der A-Nationalmannschaft, als er in der 69. Spielminute für Alexander Heinrich eingewechselt wurde. Bei der Asienmeisterschaft 2019 in den Vereinigten Arabischen Emiraten kam er in allen vier Spiele der Weißen Wölfe zum Einsatz. Am 9. November 2019 gelang ihm beim 3:1-Sieg im freundschaftlichen Länderspiel gegen Kirgisistan sein erstes Tor im Nationalteam.

## Erfolge

### Verein
Bunyodkor Taschkent
- Usbekischer Supercupsieger: 2014

Paxtakor Taschkent
- Usbekischer Meister: 2019, 2020, 2021, 2022, 2023
- Usbekischer Pokalsieger: 2019, 2020

### Nationalmannschaft
Usbekistan U16
- U16-Asienmeisterschaft: 2012

Usbekistan U23
- U23-Asienmeister: 2018

### Individuelle Auszeichnungen
- Asian Young Footballer of the Year: 2015